# Hey You, I Love Your Soul
 (novembre 2023).
Si vous disposez d'ouvrages ou d'articles de référence ou si vous connaissez des sites web de qualité traitant du thème abordé ici, merci de compléter l'article en donnant les références utiles à sa vérifiabilité et en les liant à la section « Notes et références ».
Albums de Skillet
Skillet
(1996) Invincible
(2000)
Hey You, I Love Your Soul est le second album du groupe de Hard rock américain  Skillet. Il a été publié par Forefront Records et Ardent Records.

## Liste des titres
| No  | Titre                      | Durée |
| --- | -------------------------- | ----- |
| 1.  | Hey You, I Love Your Soul  | 2:58  |
| 2.  | Deeper                     | 3:47  |
| 3.  | Locked in a Cage           | 3:55  |
| 4.  | Your Love (Keeps Me Alive) | 3:55  |
| 5.  | More Faithful              | 3:44  |
| 6.  | Pour                       | 4:18  |
| 7.  | Suspended In You           | 3:08  |
| 8.  | Take                       | 4:13  |
| 9.  | Coming Down                | 5:06  |
| 10. | Whirlwind                  | 4:02  |
| 11. | Dive Over In               | 3:43  |
| 12. | Scarecrow                  | 4:17  |